# 喀拉拉邦回水區

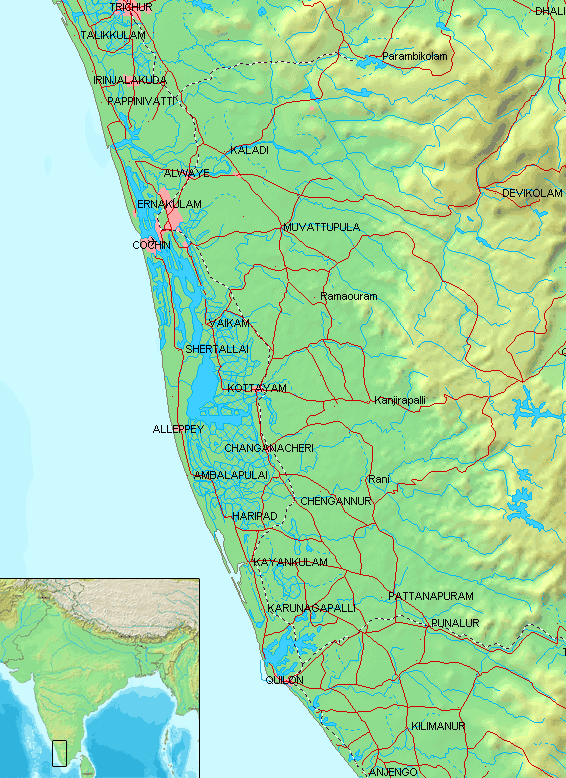
喀拉拉邦回水地图

喀拉拉邦回水是一个与印度南部喀拉拉邦阿拉伯海沿岸（又称为马拉巴尔海岸）平行的咸水潟湖和湖泊网络以及相互连接的运河、河流和入海口。这是一个由900多公里（560英里）的水道组成的迷宫般的系统。
回水有一个独特的生态系统：来自河流的淡水与来自阿拉伯海的海水相遇。人們在Thanneermukkom附近建造了一个拦河坝，這樣可以防止更多的来自大海的盐水流入系統，同時保持系統內有充足的淡水。這些淡水用于灌溉。 许多独特的水生生物物种，包括螃蟹、青蛙和弹涂鱼，以及燕鷗、翠鸟、镖鱼和鸕鶿等水鸟以及水獭和海龟等动物，都生活在喀拉拉邦回水區。棕榈树、露兜树灌木、各种绿叶植物和灌木也都生長在回水周圍。

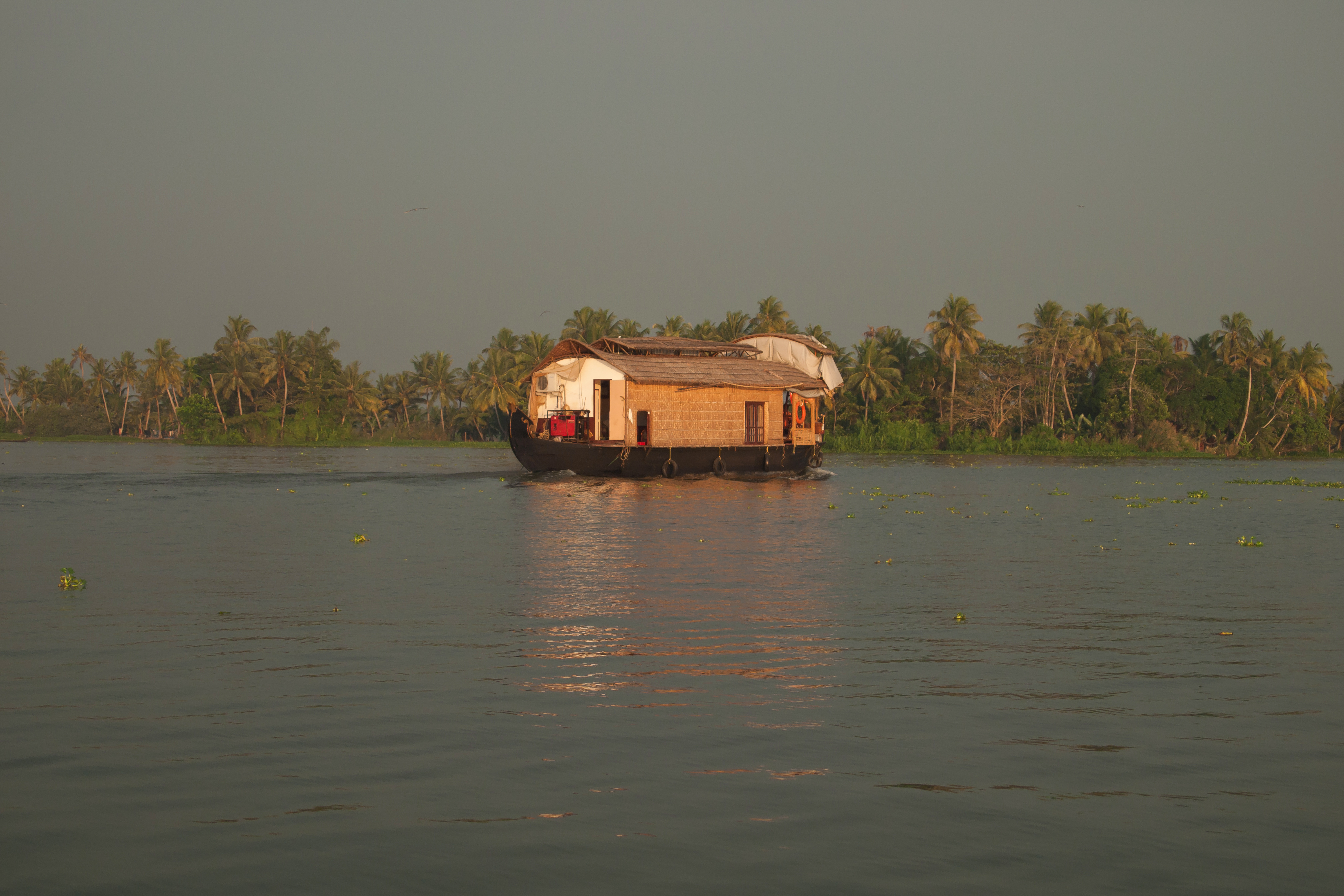
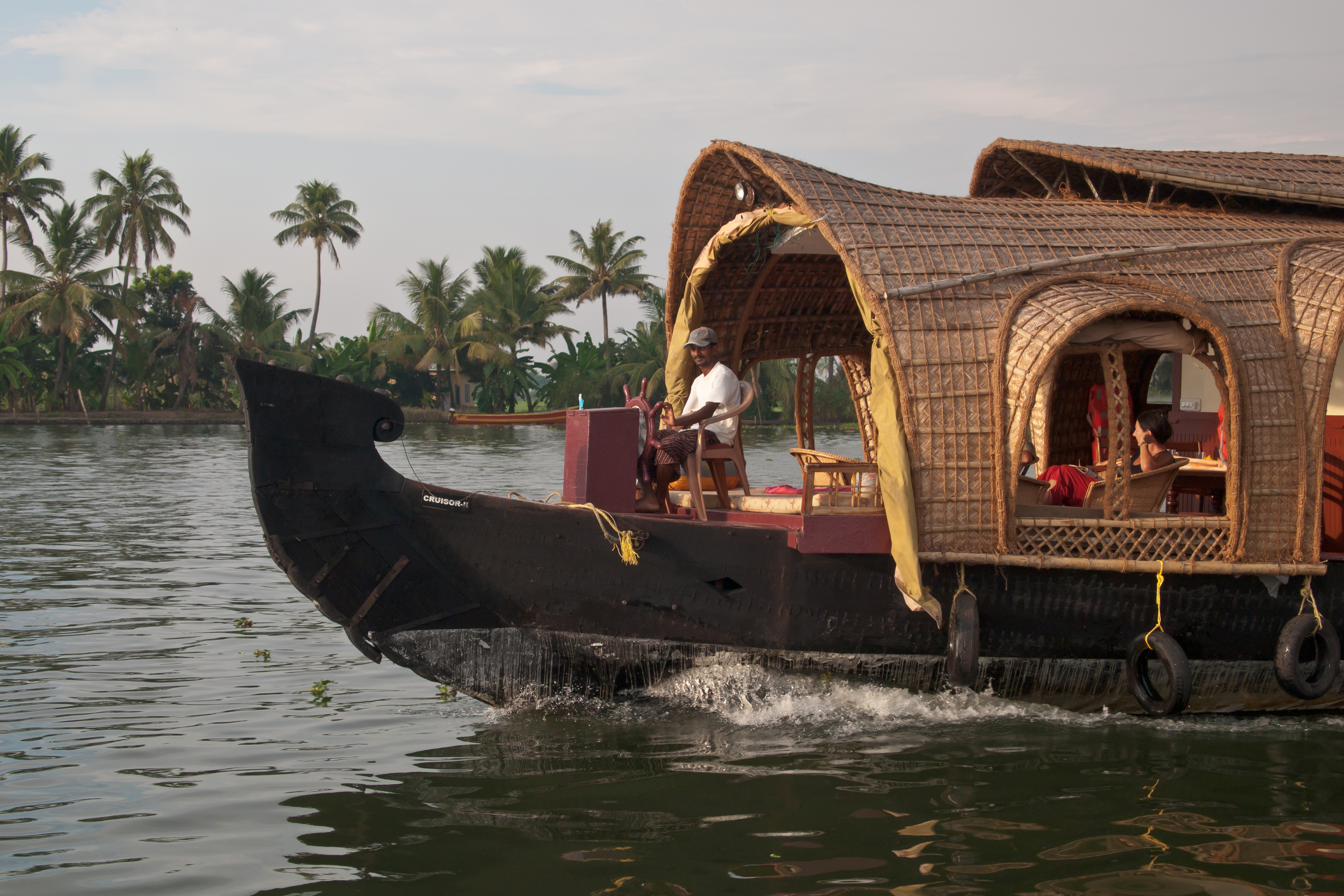
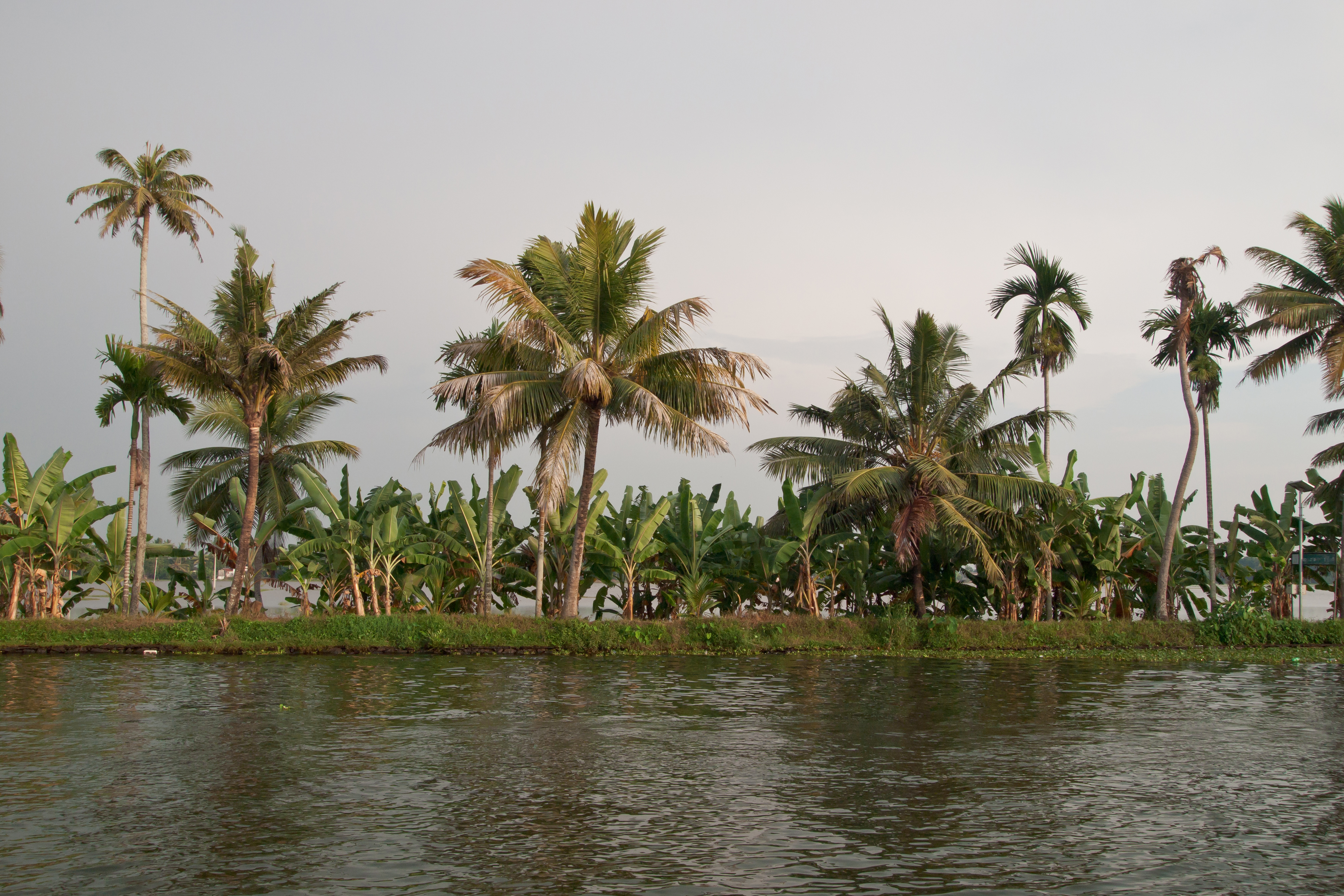
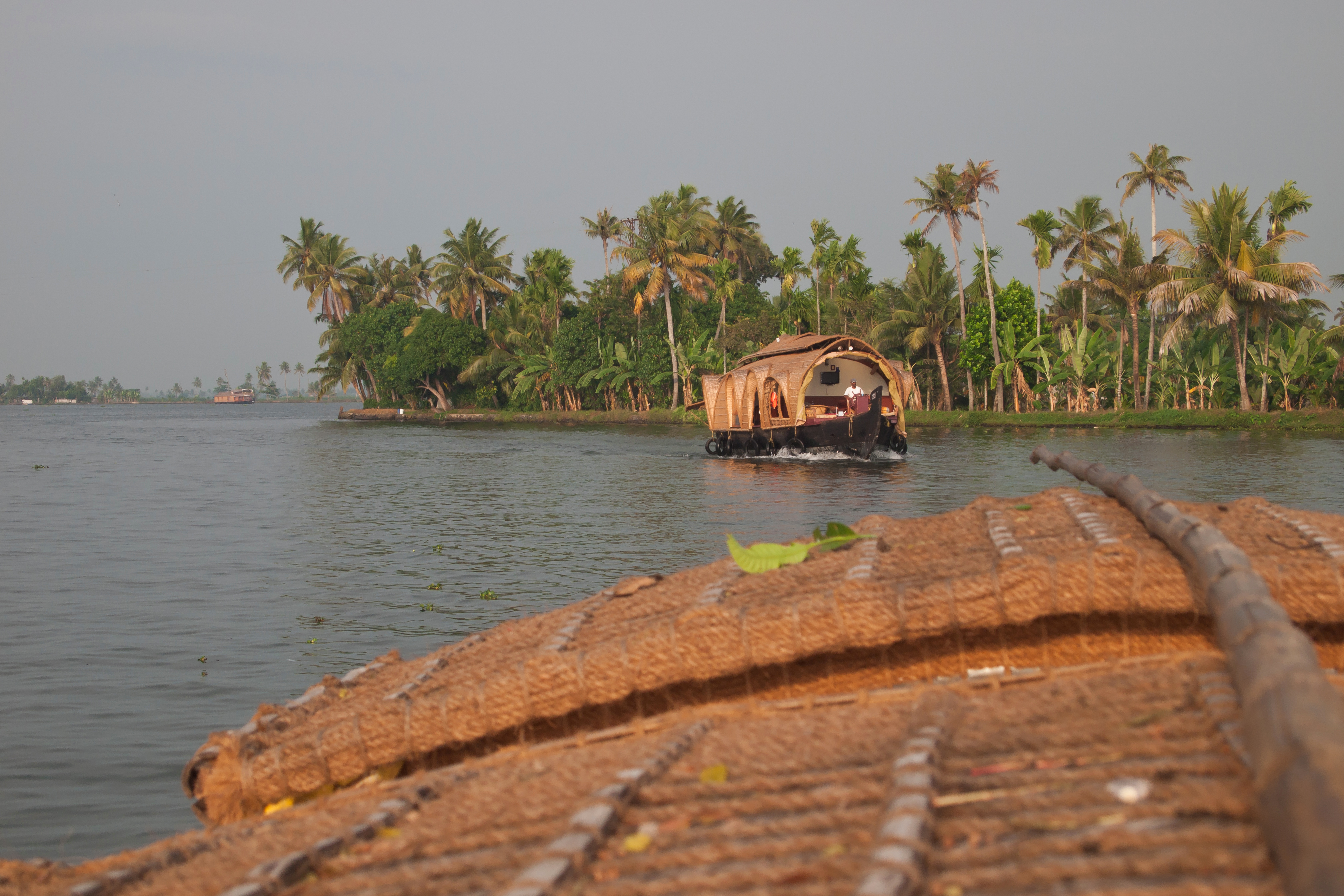
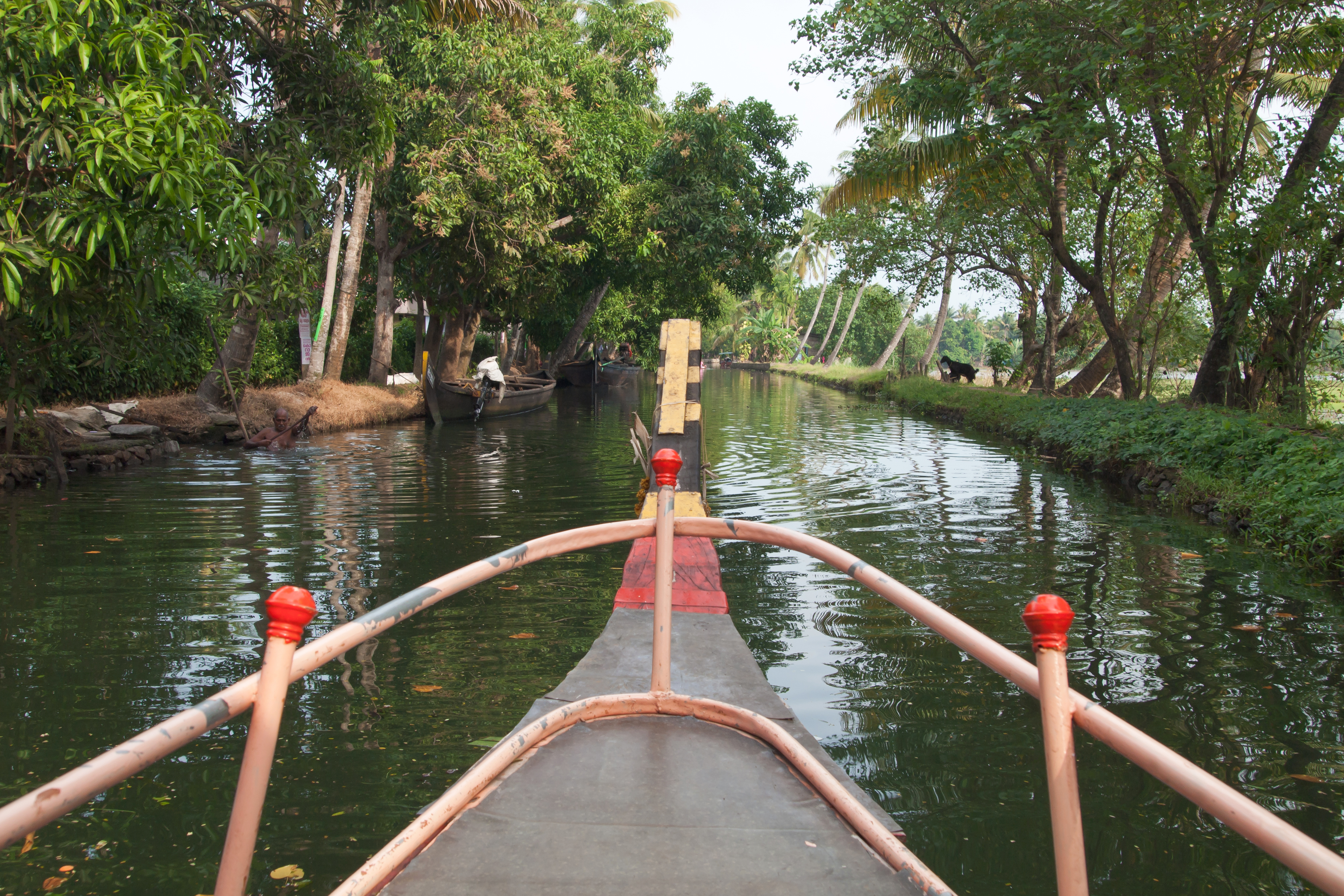
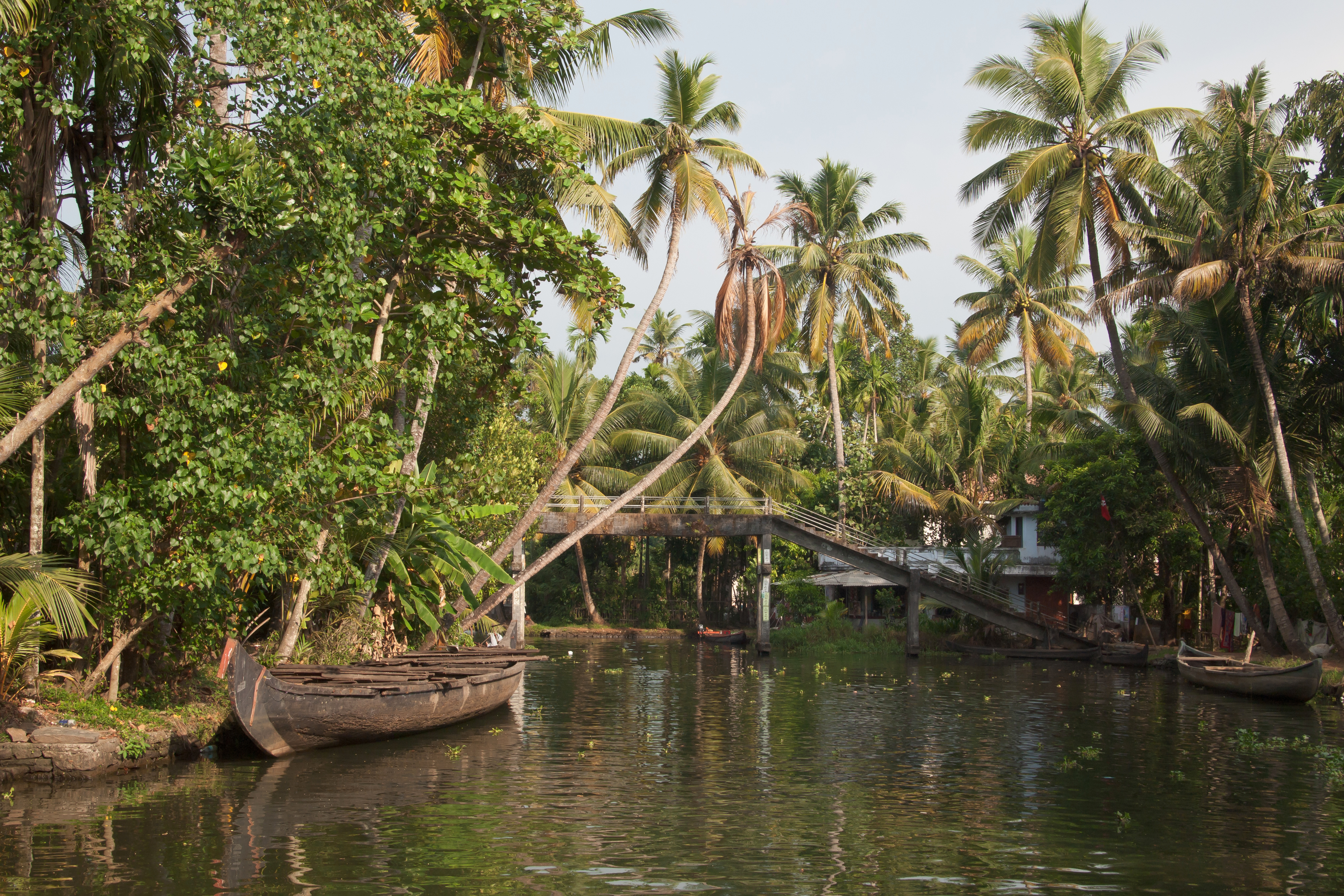